# Eliz Sanasarian
Eliz Sanasarian é professora de ciência política na Universidade do Sul da Califórnia . Ela é mais conhecida por sua experiência e livros sobre política étnica e feminismo, particularmente sobre o Oriente Médio e o Irã . Sanasarian ingressou no corpo docente em 1985.

## Honras e prêmios
- Melhor livro de pesquisa sobre mulheres, Biblioteca Sedigheh Dovlatabadi, Teerã, 2006–2007
- Prêmio USC ou Escola / Departamento de Ensino, Prêmio Ciência Política por Excelente Ensino em Sala de Aula e Dedicação aos Alunos, 1997–1998
- Prêmio USC Raubenheimer de Melhor Instrutor Júnior, Prêmio Círculo do Corpo Docente do Presidente por Excelência em Ensino, Pesquisa e Serviço, 1987